# Luk Ah-choi
Luk Ah-choi var en av abboten Gee Sin Sim Sees elever, det sägs att han studerade under Gee Sin då han börjat bli gammal. Han hade tur, eftersom Hung Hei-gung spred Sil Lum-stilen då Manchurerna hade minskat sitt förföljande av de revolutionära i Guangdong. Gee Sin skickade Luk till Hung Hei-gung för att förbättra och vidareutveckla sina kunskaper. Luk Ah-choi blev en expert på Hung Kuen och var en viktig person i dess historia. Han tränade till och med Wong Tai, Wong Kay-ying och Wong Frei-hung (farfar, far och son) vilket är mycket ovanligt. Luk tränade i många år under Hung Hei-gung till han sändes till Guangdong, som var den mest utvecklade staden i provinsen Guangdong. Där spred han Hung Kuen stilen vidare. Wong Tai var till en början Luks mest framstående elev. Sedan kom hans son Wong Kay-ying och till sist Wong Fei-hung, vars kunskap vida överträffade hans fars och farfars.
Gee Sin Sim See skickade i väg Luk Ah-choi för att träna med Hung Hei-gung som befann sig i staden Fa. Luk fortsatte att finslipa sina tekniker under Hung. Efter att ha studerat under Hung i sex år, så reste Luk till Canton, den mest utvecklade stad i Guangdong-provinsen (Syd Kina).  
I en historia, så blev Wong Kay-ying utmanad av en konkurrerande lärare så han gick till Luk för att få råd hur han skulle kunna besegra hans motståndare. Det här var för att få se vem som verkligen var den bästa på lång stav. Vid den här tidpunkten så var Luk väldigt sjuk och sängliggande. Men Luk lärde Wong Kay-ying den djupa meningen men Ng Loong Bat Dai Gwun (femte sonen, åtta diagrams stav-teknikerna) Wong Kay-ying som besegrade sin motståndare tack vare Luk råd. Luk var en viktig del i Hung Gars Historia och en av stilens stora mästare.